# Arzay
Arzay is een plaats en voormalige gemeente in het Franse departement Isère in de regio Auvergne-Rhône-Alpes en telt 169 inwoners (1999). De plaats maakt deel uit van het arrondissement Vienne.

## Geschiedenis
Arzay is op 1 januari 2019 gefuseerd met de gemeenten Commelle, Nantoin en Semons tot de gemeente Porte-des-Bonnevaux. 

## Geografie
De oppervlakte van Arzay bedraagt 9,8 km², de bevolkingsdichtheid is 17,2 inwoners per km².
De onderstaande kaart toont de ligging van Arzay met de belangrijkste infrastructuur en aangrenzende gemeenten.

## Demografie
Onderstaande figuur toont het verloop van het inwonertal.

## Afbeeldingen

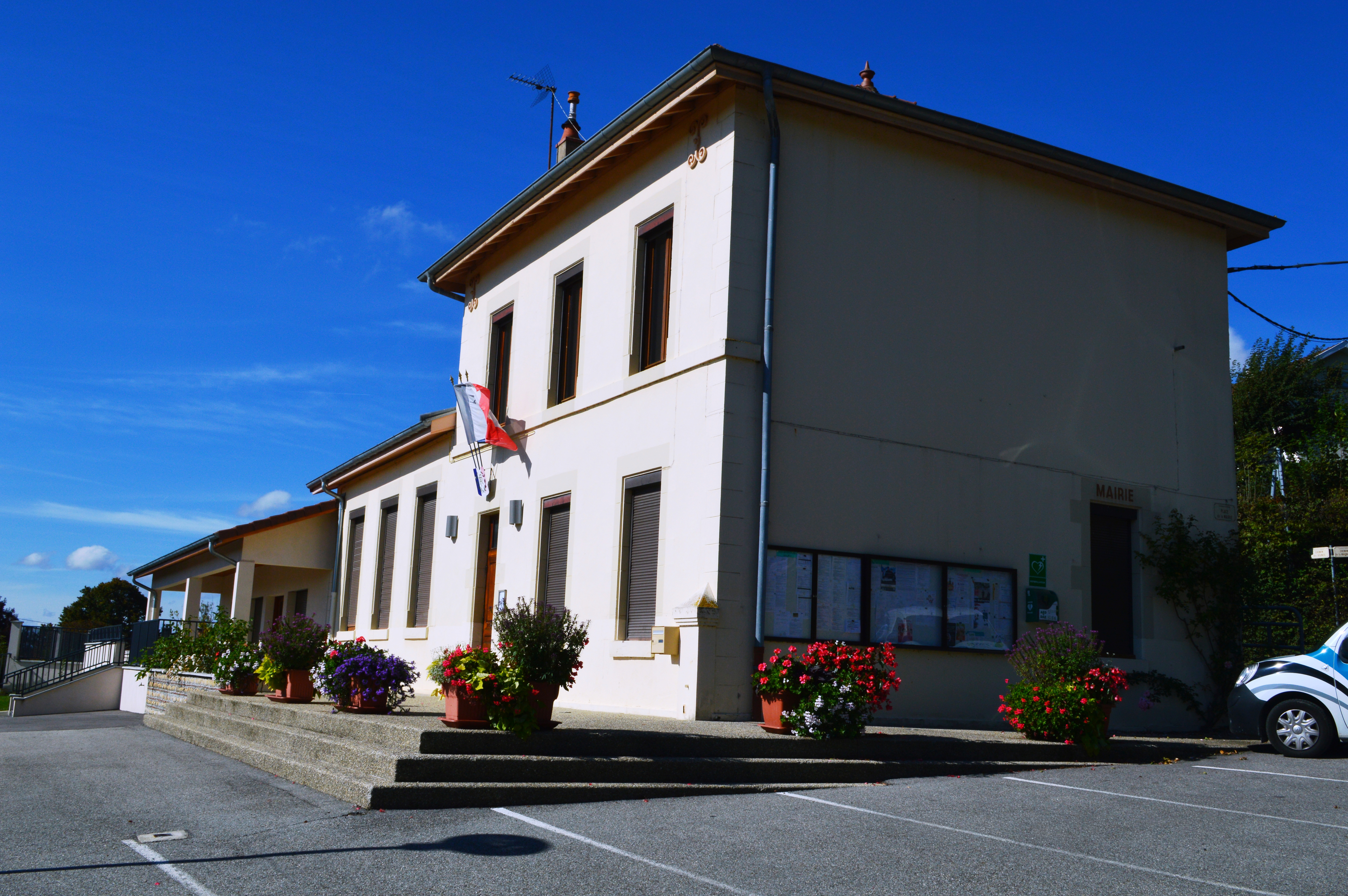
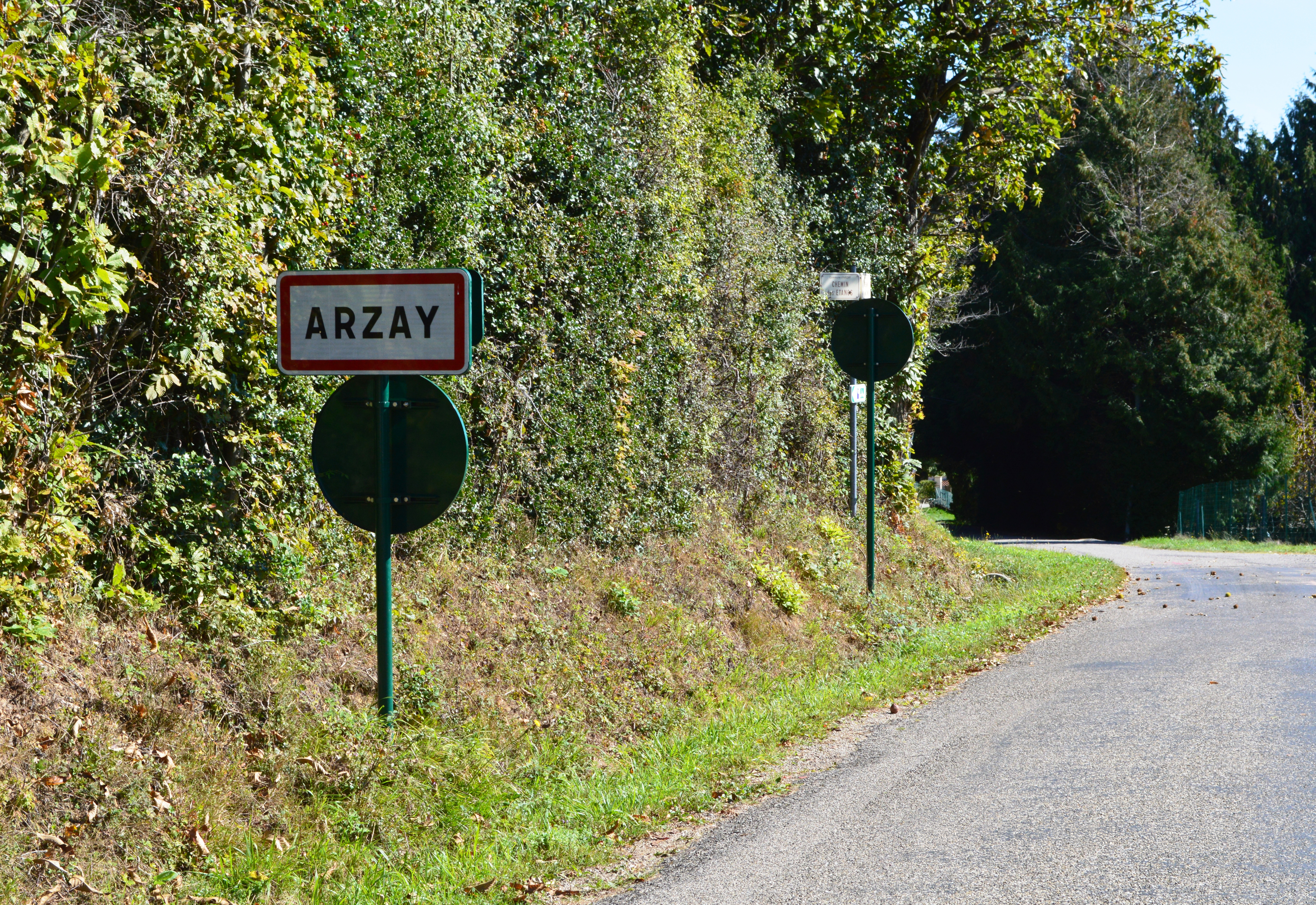
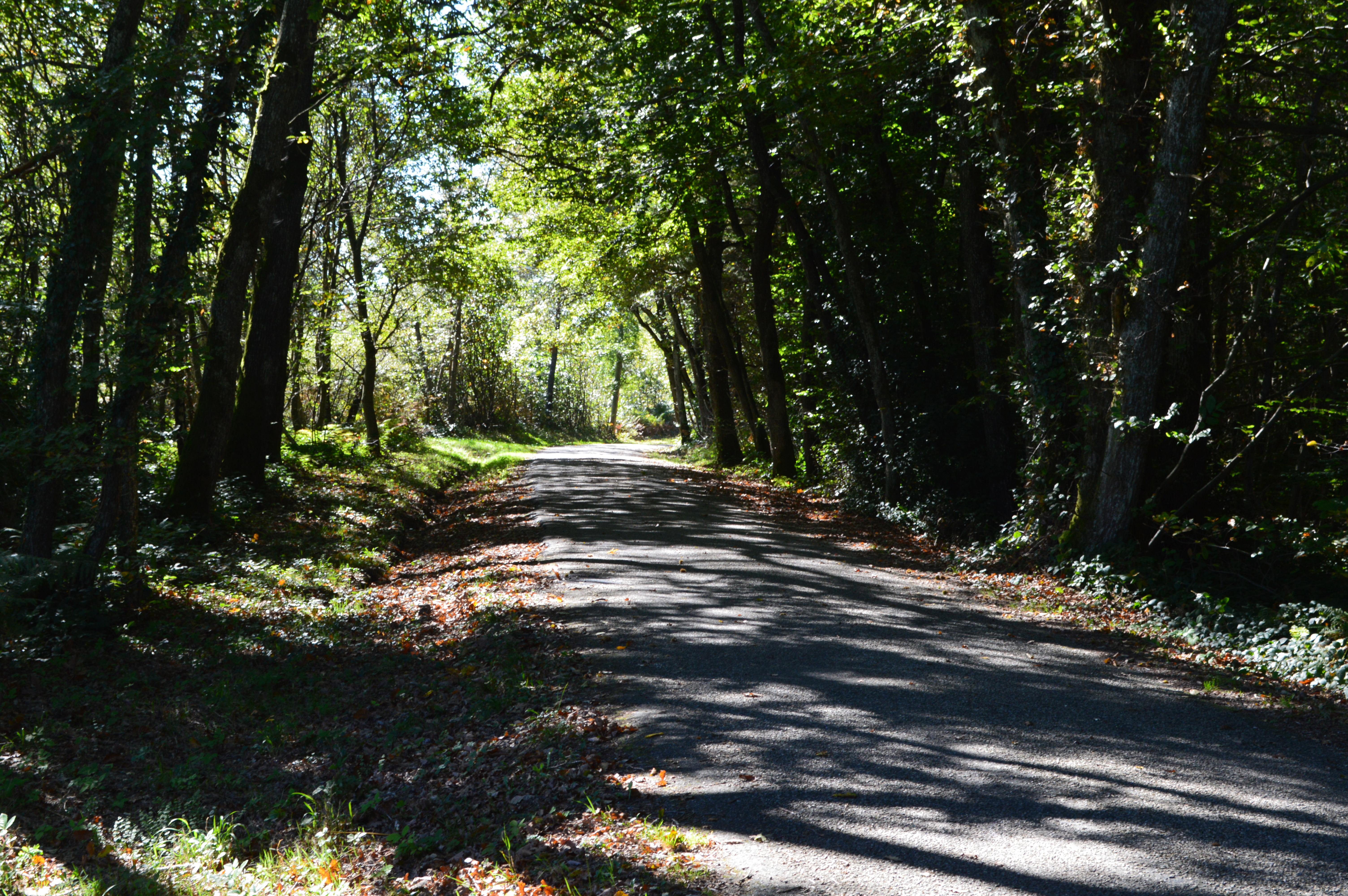
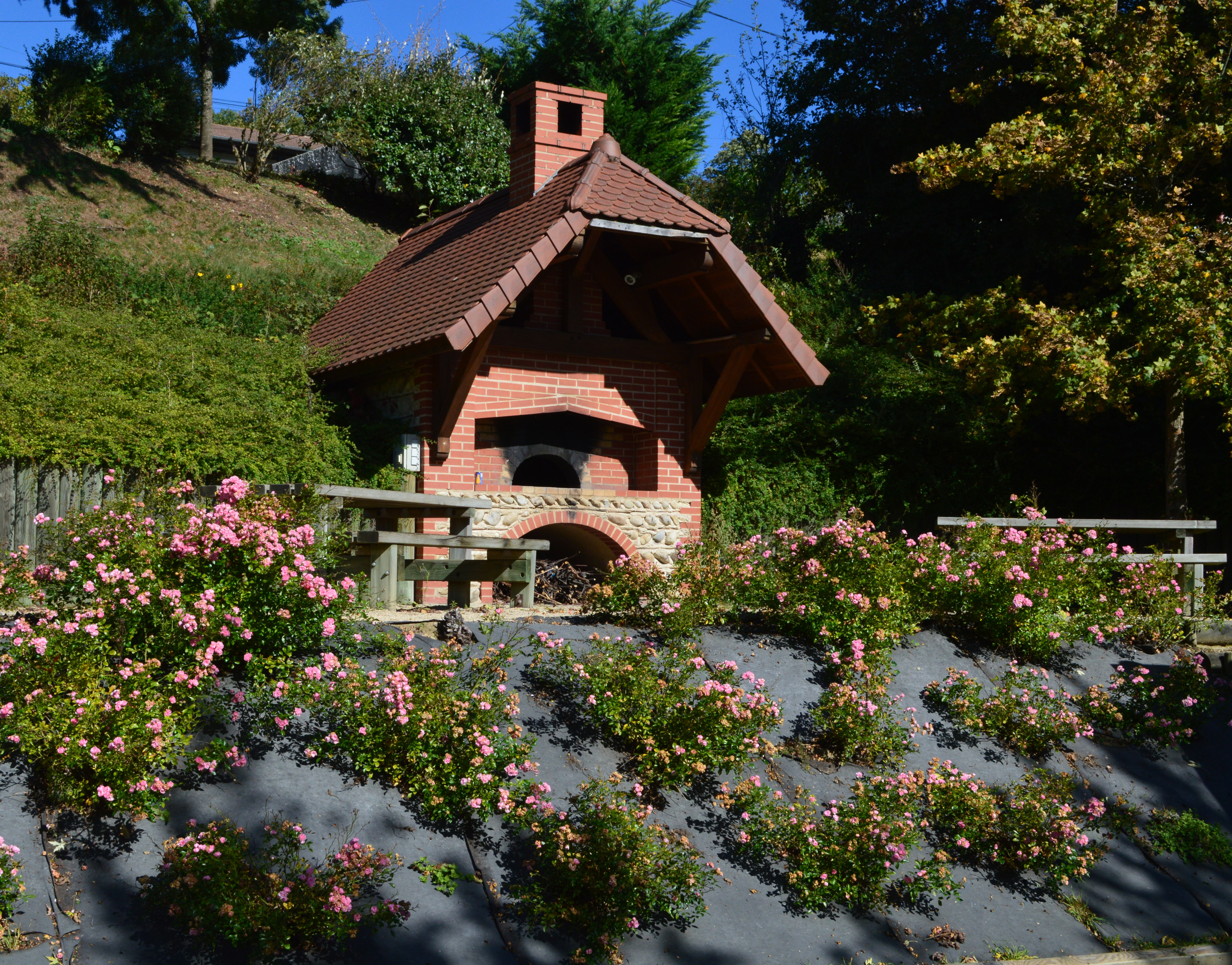
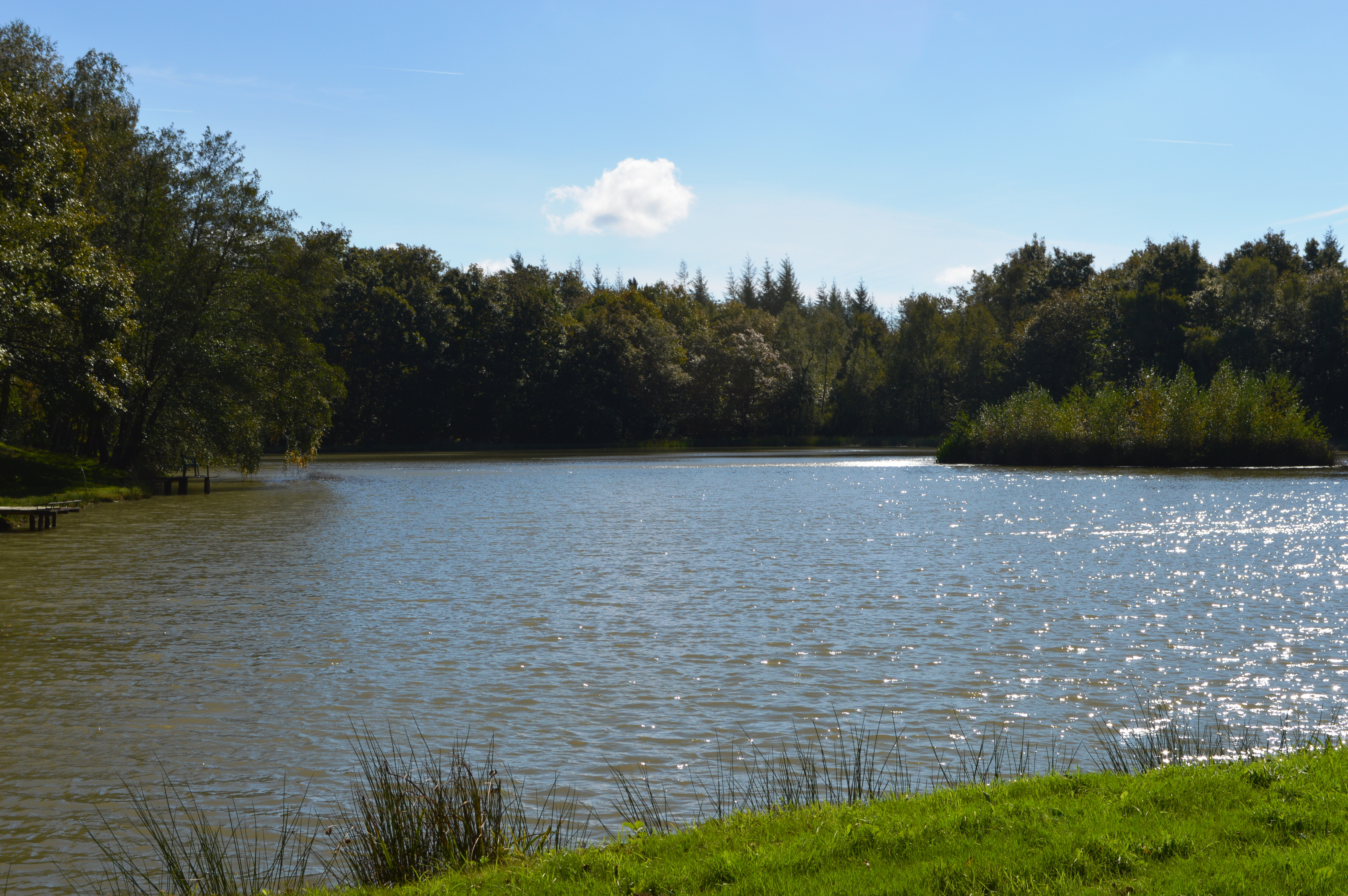
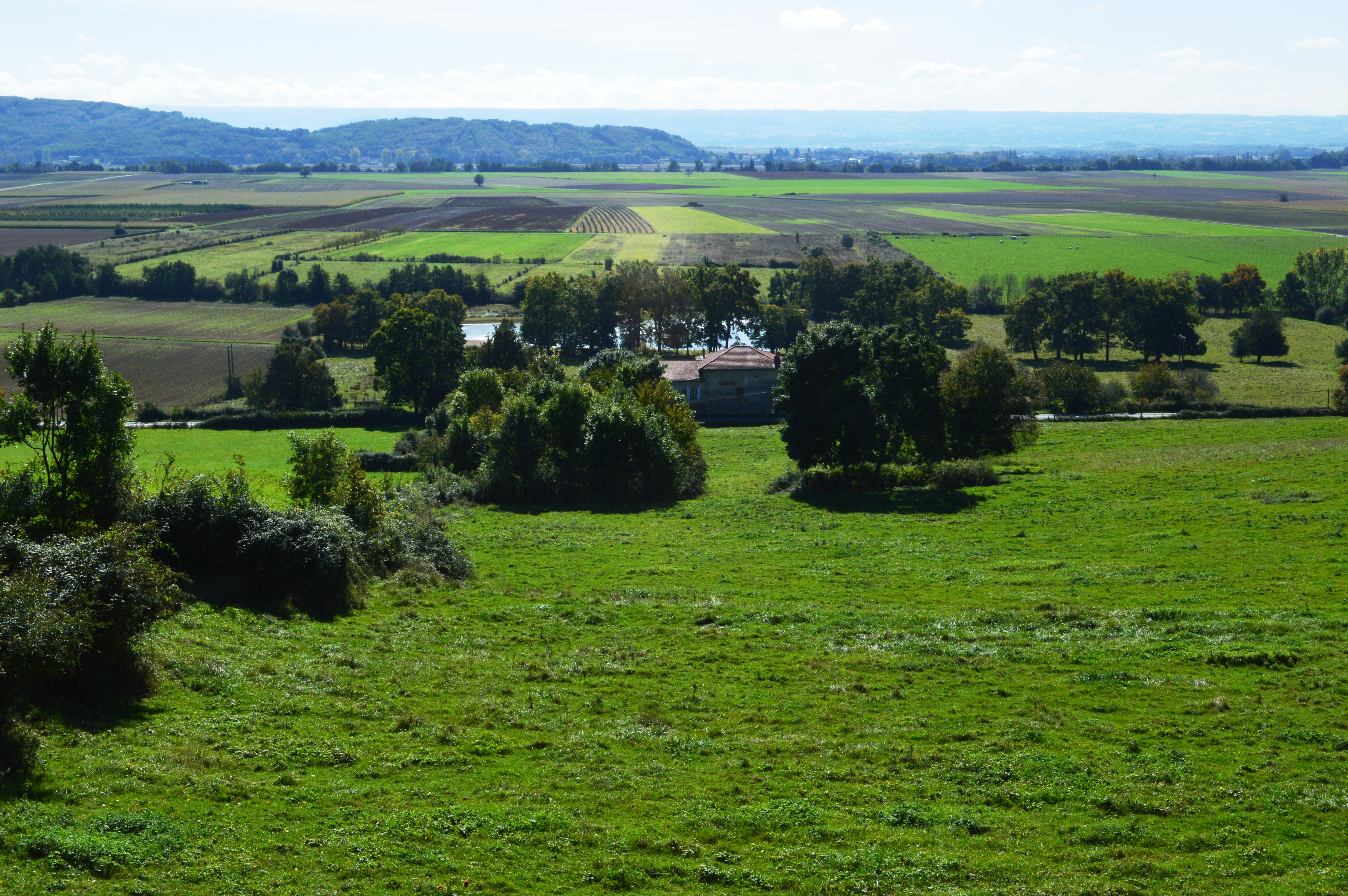